# بوردلونویل (لوئیزیانا)
بوردلونویل (به انگلیسی: Bordelonville) یک منطقهٔ مسکونی در ایالات متحده آمریکا است که در پریش آویلوس، لوئیزیانا واقع شده‌است. بوردلونویل ۱۱٫۳ کیلومتر مربع مساحت و ۵۲۵ نفر جمعیت دارد و ۱۵٫۸۵ متر بالاتر از سطح دریا واقع شده‌است.

## ریشه‌شناسی
بوردلونویل به یاد رمی بوردلون (Remi Bordelon)، که در دستیابی شهر به اداره پست شهر مؤثر بود، نامگذاری شده‌است.